# Городниця (Чортківський район)
Городни́ця — село в Україні, у Гусятинській селищній громаді Чортківського району Тернопільської області. Розташоване на річці Гнила, на сході району. До 2020 адміністративний центр Городницької сільської ради. У зв'язку з переселенням жителів хутір Заболото виключений з облікових даних.
Населення — 1595 осіб (2003).

## Історія
Поблизу Городниці виявлено археологічні пам'ятки трипільської культури, культури кулястих амфор, комарівсько-тшинецької, черняхівської та давньоруської культур.
Власниками села в XVI ст. були польські шляхтичі Щавінські. Донька войського кам'янецького Єнджея Сєцєха Щавінського (пол. Jędrzej Sieciech z Horodnicy Sczawińsky) Зофія стала дружиною Марціна Калиновського — першого з Каліновських гербу Калінова власника Гусятина.
1848 рік: поблизу Городниці на річці Збруч знайшли кам'яну статую Збручанського Святовита.
1 серпня 1934 року село стало центром новоутвореної Ґміни Городниця.
1943 року через Городницю проходили загони з'єднання Сидора Ковпака. 31 грудня 1943 року гітлерівські війська розстріляли 23 мешканців Городниці.
Діяли товариство «Просвіта» та інші українські товариства.
12 червня 2020 року, відповідно до розпорядження Кабінету Міністрів України № 724-р «Про визначення адміністративних центрів та затвердження територій територіальних громад Тернопільської області» увійшло до складу Гусятинської селищної громади.
19 липня 2020 року, в результаті адміністративно-територіальної реформи та ліквідації Гусятинського району, село увійшло до складу новоутвореного Чортківського району.

## Політика

### Парламентські вибори, 2019
На позачергових парламентських виборах 2019 року у селі функціонувала окрема виборча дільниця № 610214, розташована у приміщенні будинку культури.
Результати
- зареєстровано 1126 виборців, явка 63,85 %, найбільше голосів віддано за «Слугу народу» — 42,88 %, за Всеукраїнське об'єднання «Батьківщина» — 14,53 %, за Радикальну партію Олега Ляшка — 9,36 %.[6] В одномандатному окрузі найбільше голосів отримав Микола Люшняк (самовисування) — 45,87 %, за Ігоря Сопеля (Слуга народу) — 25,17 %, за Володимира Бліхаря (Всеукраїнське об'єднання «Батьківщина») — 9,65 %[7].

## Пам'ятки
- церква святої Трійці (1772 р., мурована)
- церква Всіх Святих (1895 р., реставрована 1994 р.)
- церква Преображення Господнього (1912 р., реставрована 1991 р.)
- костел Матері Божої Цариці Кармелю (1895)
- 2 каплички
- 3 «фігури» (статуї) Матері Божої
- «фігура» святого Антонія (реставрована 1995 р.)
- «фігура» на честь скасування панщини в Австрійській імперії 1848 р.

## Пам'ятники
Споруджено пам'ятник воїнам-односельцям, полеглим у німецько-радянській війні (1965 р., скульптор В. Монастирський), встановлено меморіальну таблицю (1975 р.) і пам'ятник Денису Лукіяновичу (1993 р., скульптор Іван Мулярчук), насипано символічну могилу УСС (1990).

## Соціальна сфера
Діють загальноосвітня школа І-ІІІ ступенів, Будинок культури, ФАП, відділення зв'язку, млин.

## Люди

### Народилися
- Василь Грайник — громадський діяч у Канаді[9]
- Денис Лукіянович — український літератор, публіцист, педагог
- поетка Оксана Шубарт (Гарасимович)
- Осип Шпитко — український.поет і публіцист
- Гурняк Віктор (1987—2014) — фотокореспондент, військовик, загинув, захищаючи Україну в Російсько-українській війні.

## Галерея

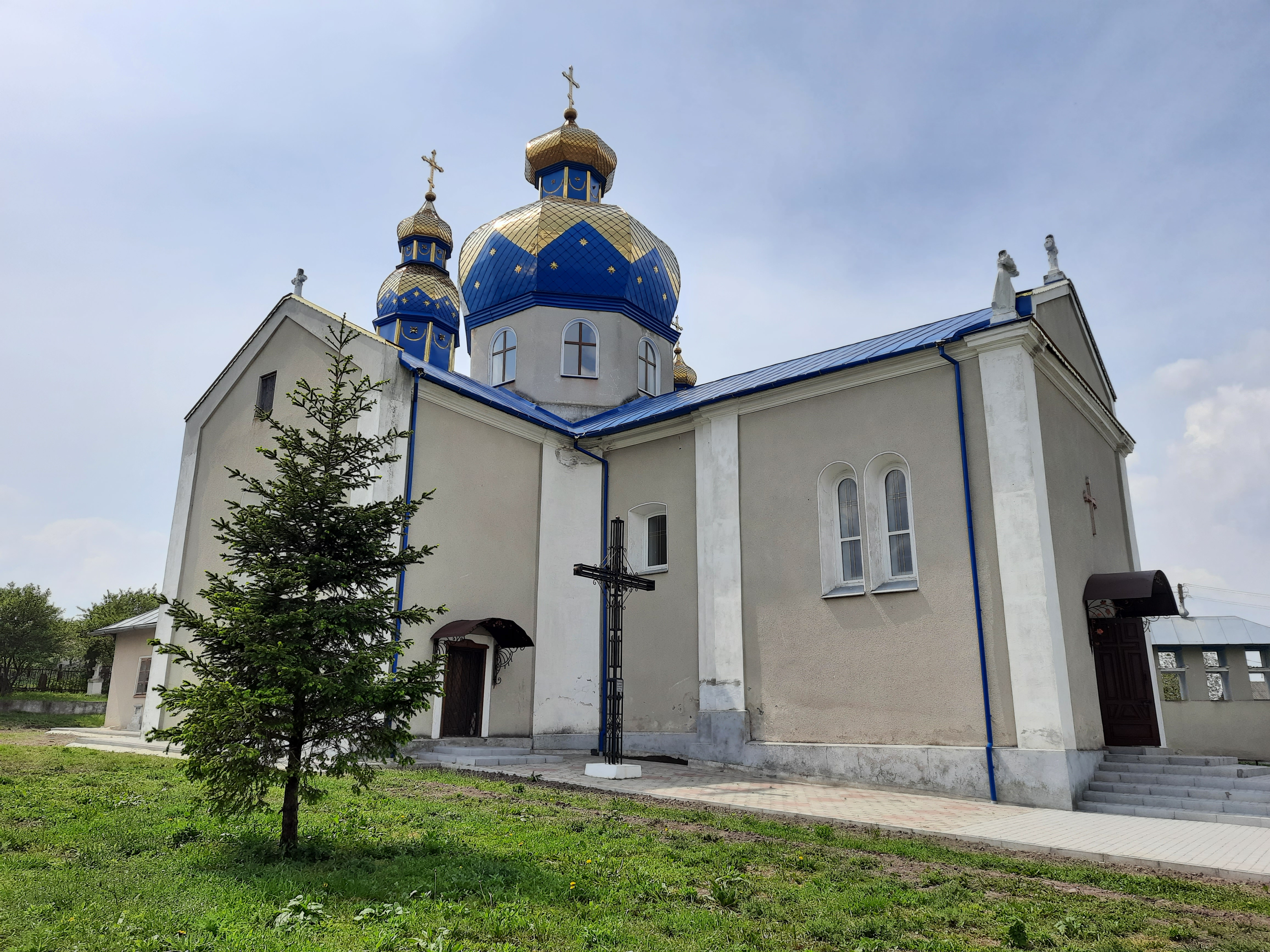
Церква Святої Трійці (1772 р)
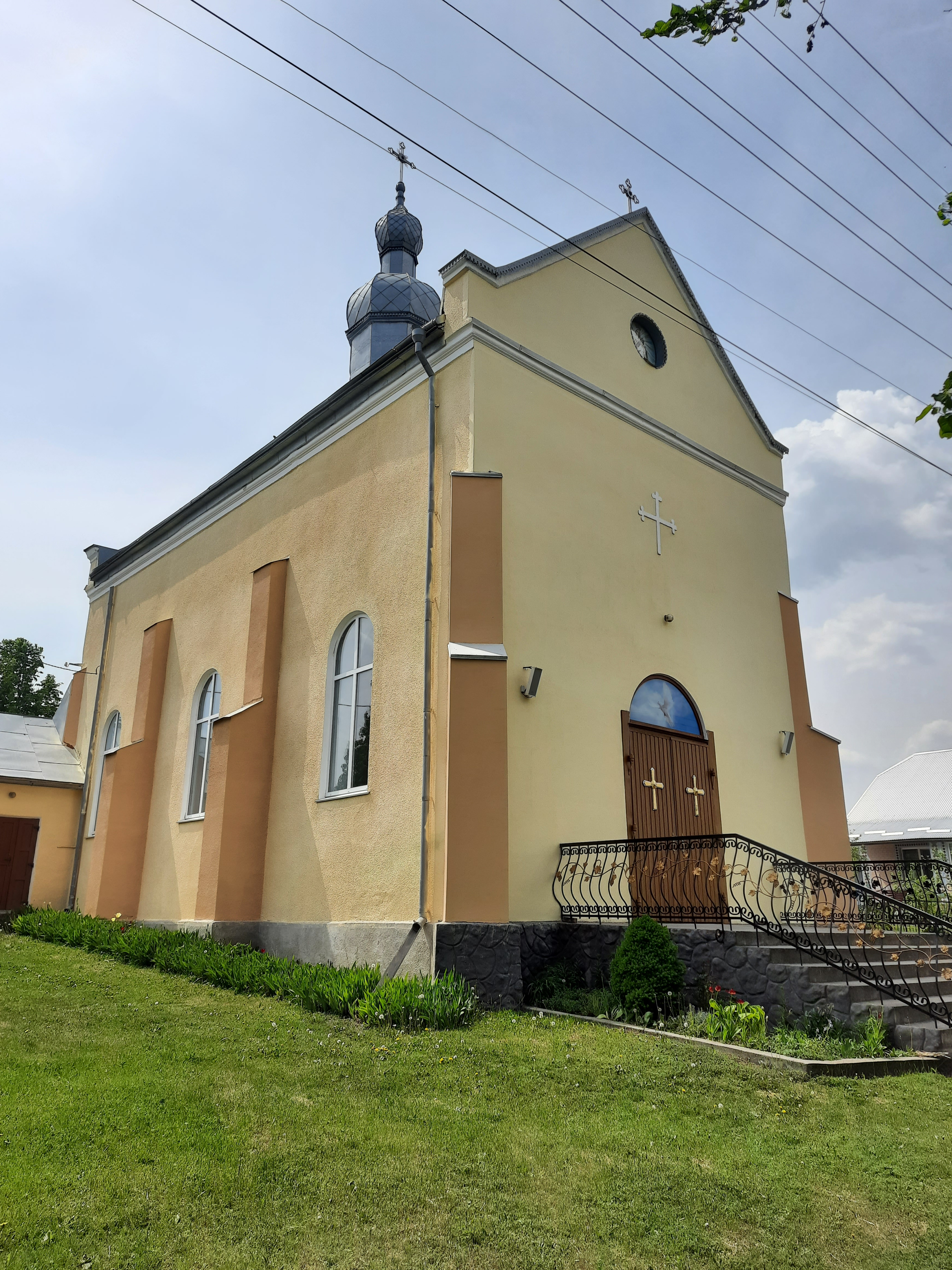
Колишній костел - зараз церква Всіх Святих (1895 р.)
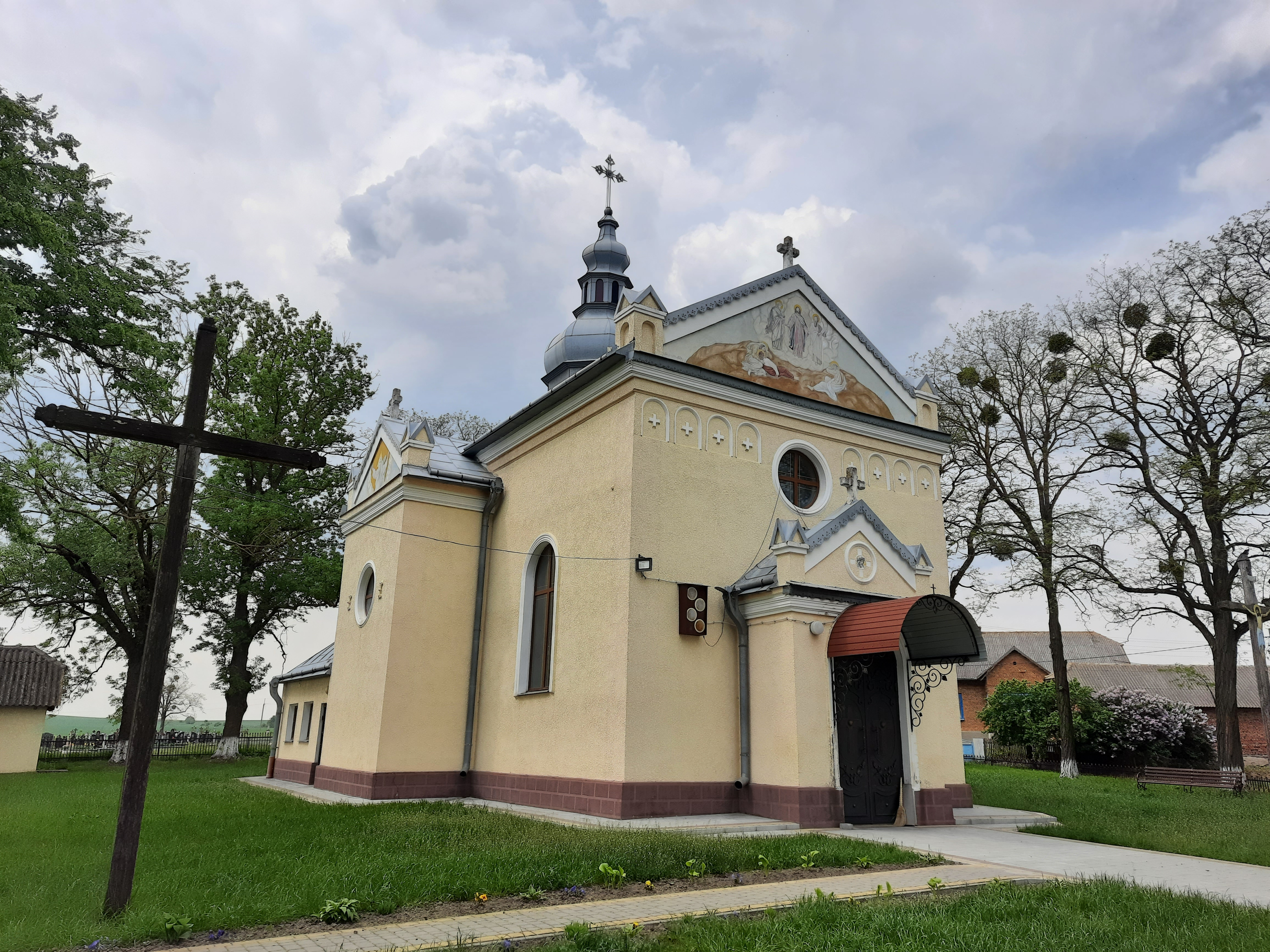
Церква Преображення Господнього (1912 р.)
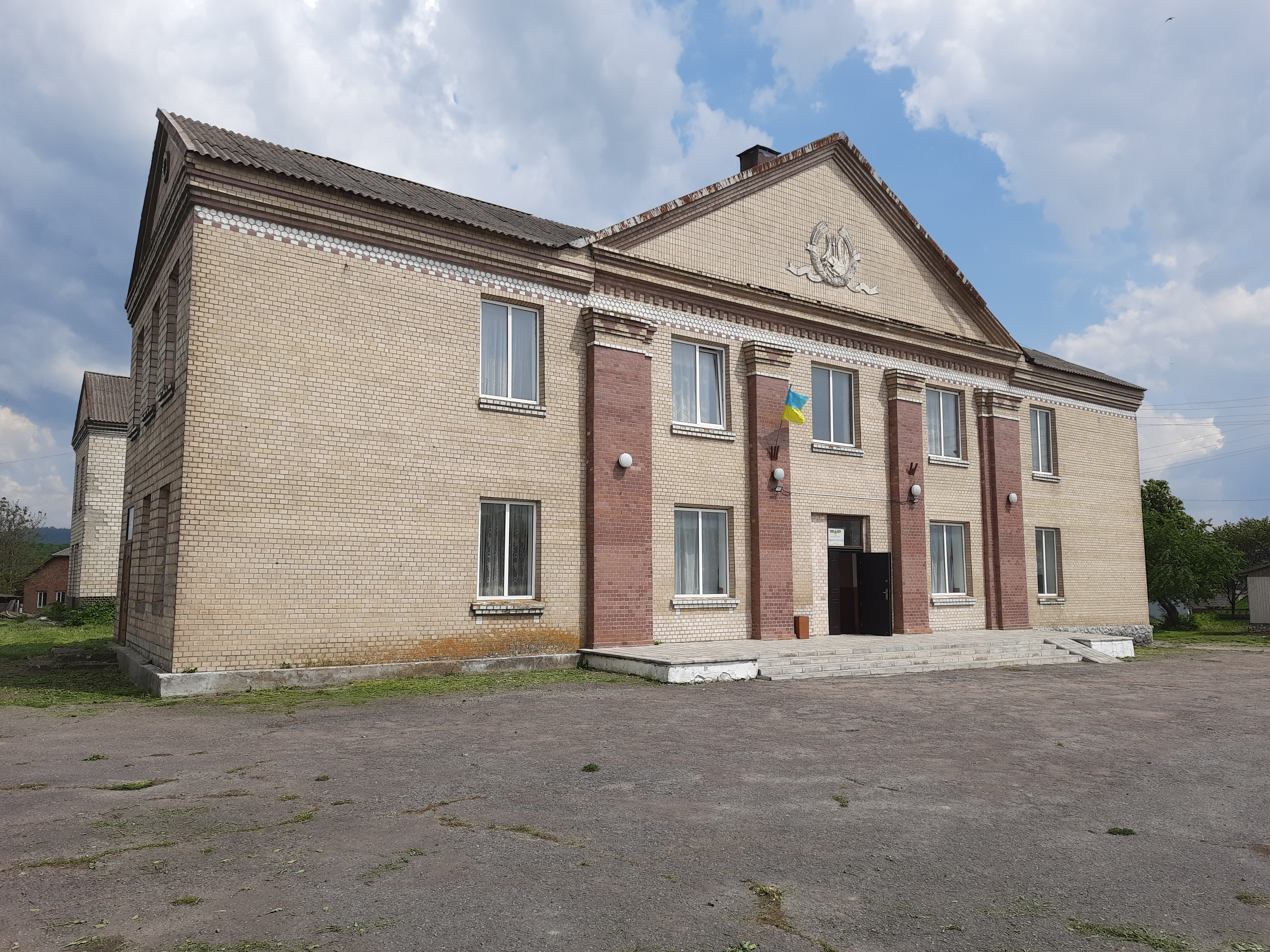
Будинок культури.
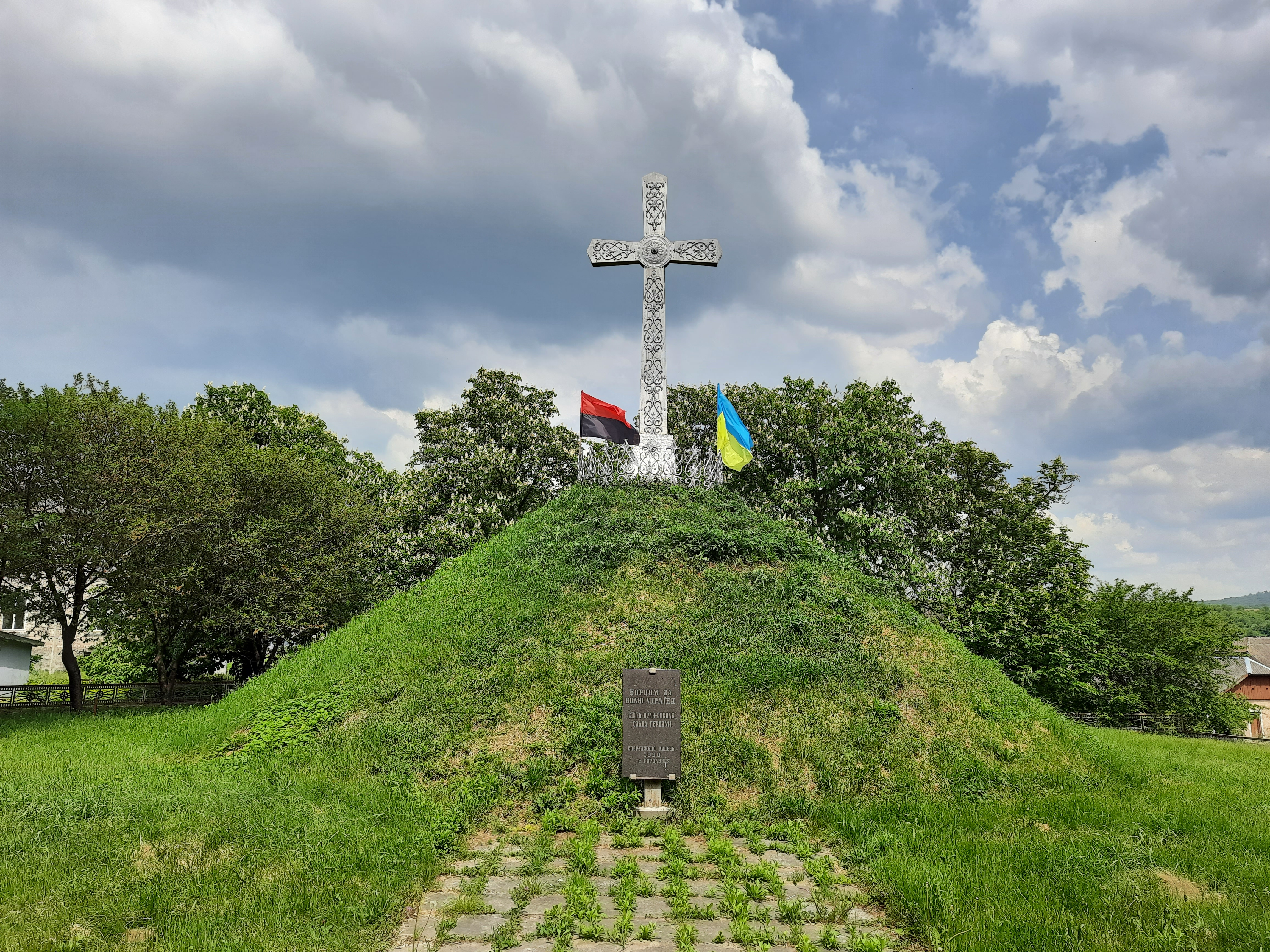
Символічна могила Борцям за волю України.
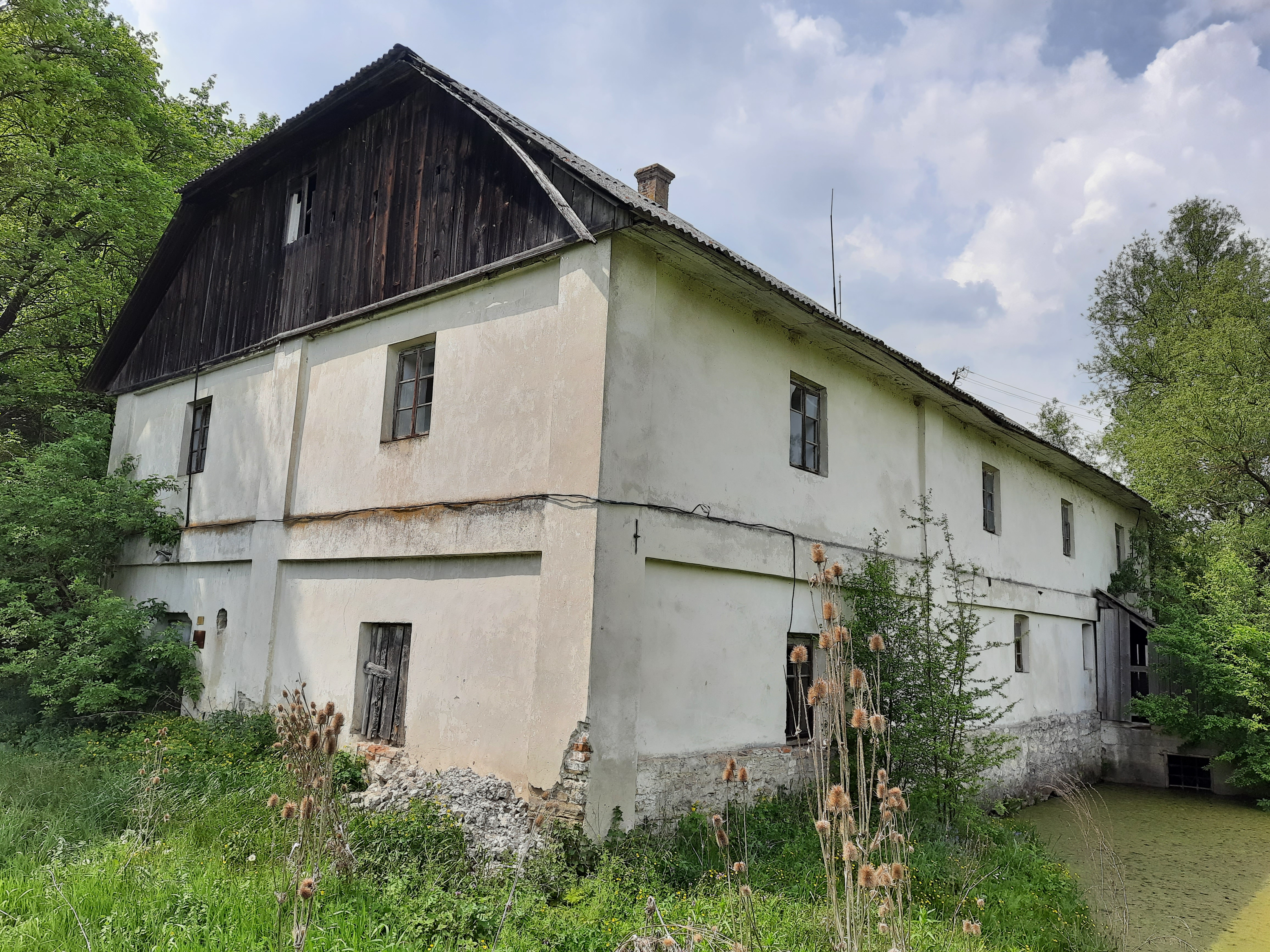
Старий водяний млин.
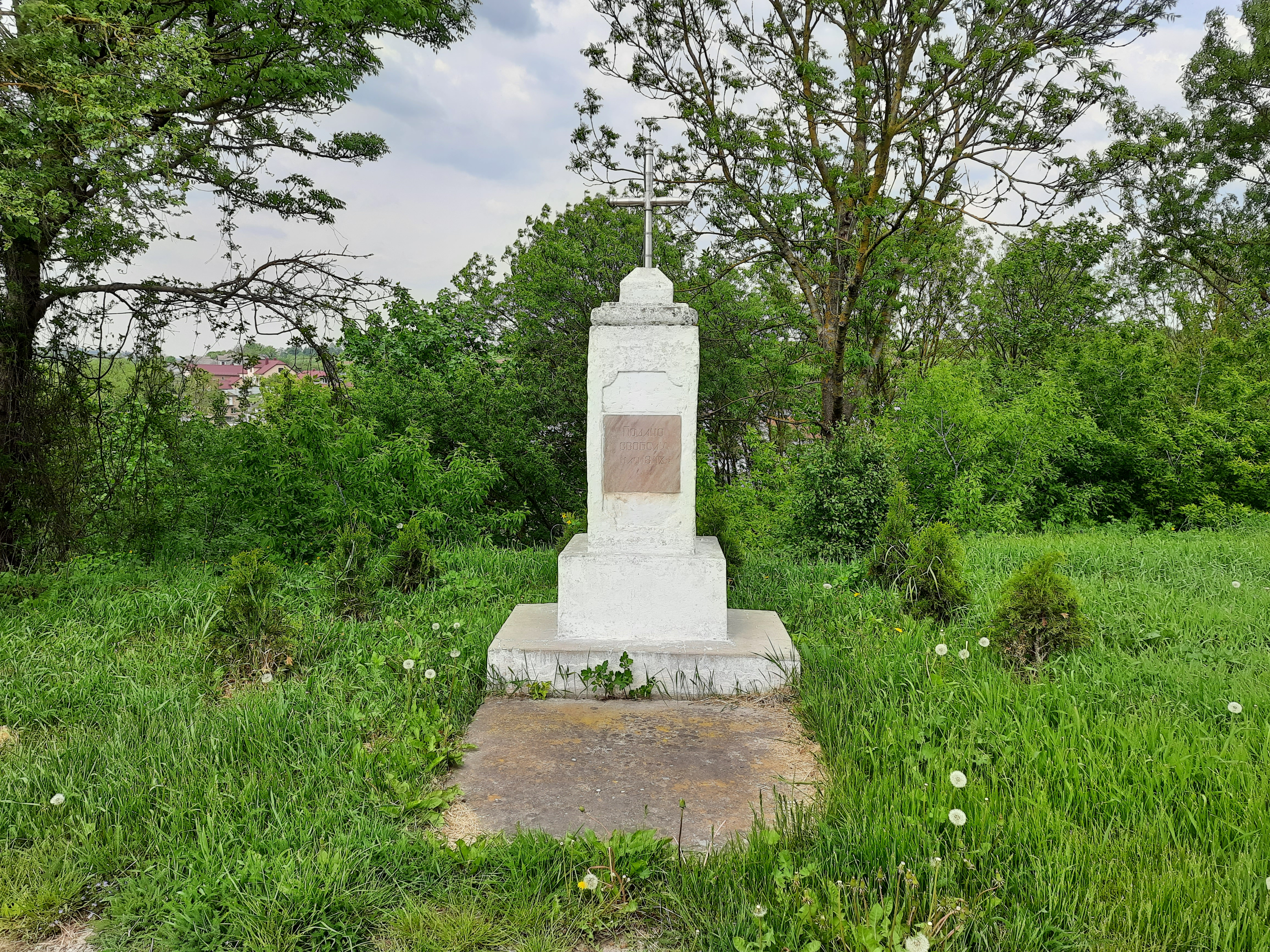
Пам'ятний хрест з нагоди скасування панщини.